# Нова (Горноуральський міський округ)
Но́ва (рос. Новая) — присілок у складі Горноуральського міського округу Свердловської області.
Населення — 109 осіб (2010, 162 у 2002).
Національний склад станом на 2002 рік: росіяни — 91 %.